# Durango Automotive
Pour les articles homonymes, voir Durango.
Durango Automotive SRL est une écurie de course automobile italienne fondée en 1980 par Ivone Pinton et Enrico Magro. Elle a notamment participé au Championnat de Formule 3000, au GP2 Series et aux 24 Heures du Mans. L'écurie a pris part à de nombreux championnats de monoplace et a candidaté à plusieurs reprises, sans succès, pour une place dans le championnat du monde de Formule 1. Elle disparaît en 2016 après une dernière saison au sein du championnat de Formule V8 3.5.

## Histoire
L'équipe Durango participe au championnat d'Italie de Formule 3 de 1987 à 1992. Ses activités s'étendent à partir de 1991 avec l'engagement de l'écurie en championnat international de Formule 3000 et en championnat de Grande-Bretagne de Formule 2. Elle participe également aux 24 Heures du Mans 1991 en engageant une Lancia LC2 sous le nom de Veneto Equipe. Durango prend part également à la Formula Renault Eurocup en 1994 et continue de courir dans les championnats nationaux de Formule 3 jusqu'en 1999. L'équipe est également intéressée par la Formule 1 et présente une première candidature sérieuse en 1997 qui n'aboutit finalement pas malgré plusieurs mois de travail. Une monoplace du nom de P01 a été conçue par l'ingénieur Enrique Scalabroni avec un châssis construit par SNPE, spécialiste en matériaux composites. 

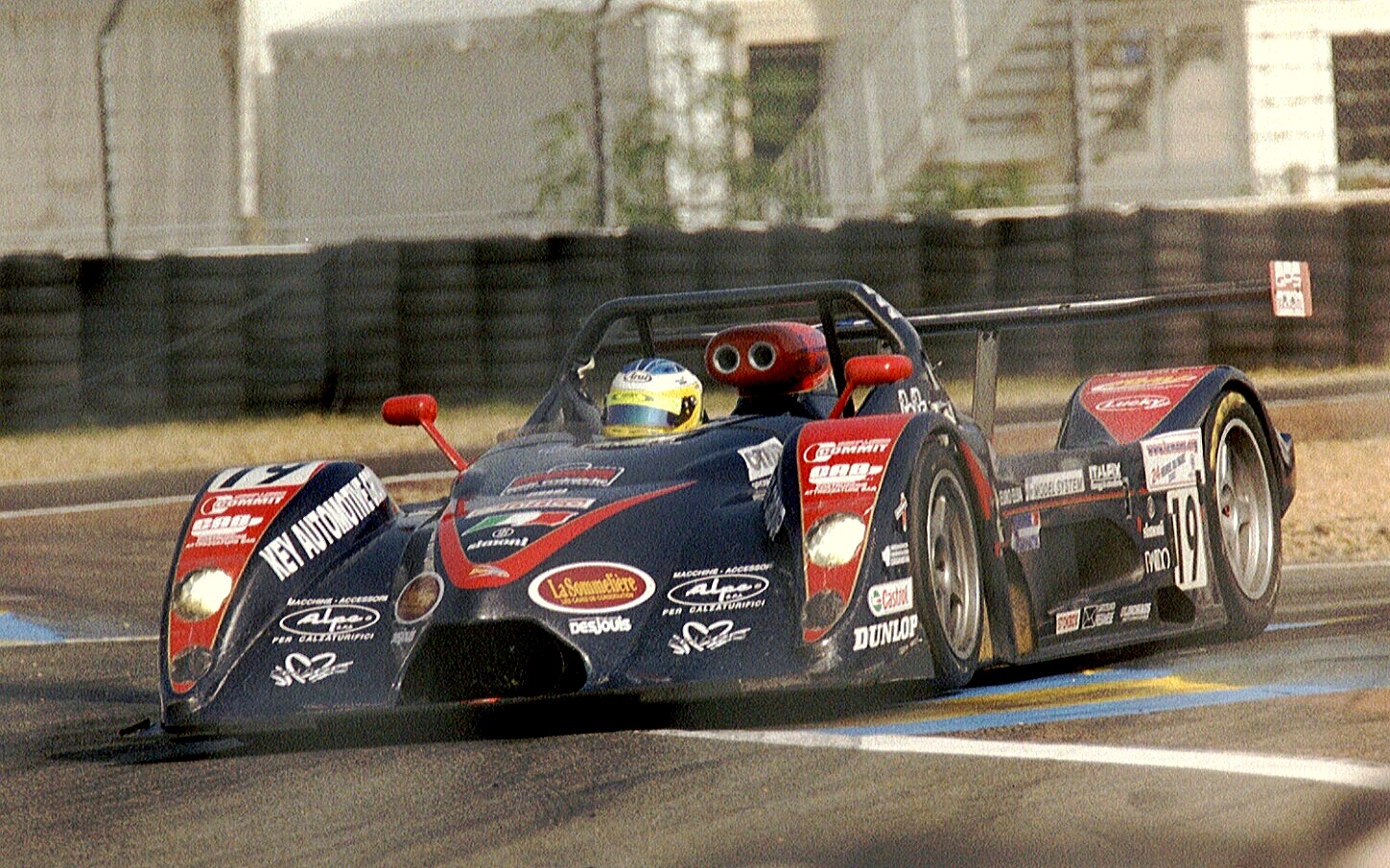
Durango au 24 Heures du Mans 2003.

En 2003, Durango conçoit et construit une voiture de sport-prototype LMP900, la PM02, pour participer au FIA Sports Car Championship et aux 24 heures du Mans. La voiture est équipée d'un moteur Judd GV4 V10. L'écurie participe pour la seconde fois aux 24 heures du Mans en 2003 et se qualifie à la 18e place avant de terminer à la 24e position. Durant le FIA Sports Car Championship en 2003, le meilleur résultat de la voiture est une 4e place obtenue lors de la manche sur le Circuit d'Estoril. La voiture conçue par Durango n'a plus jamais couru après la saison 2003.

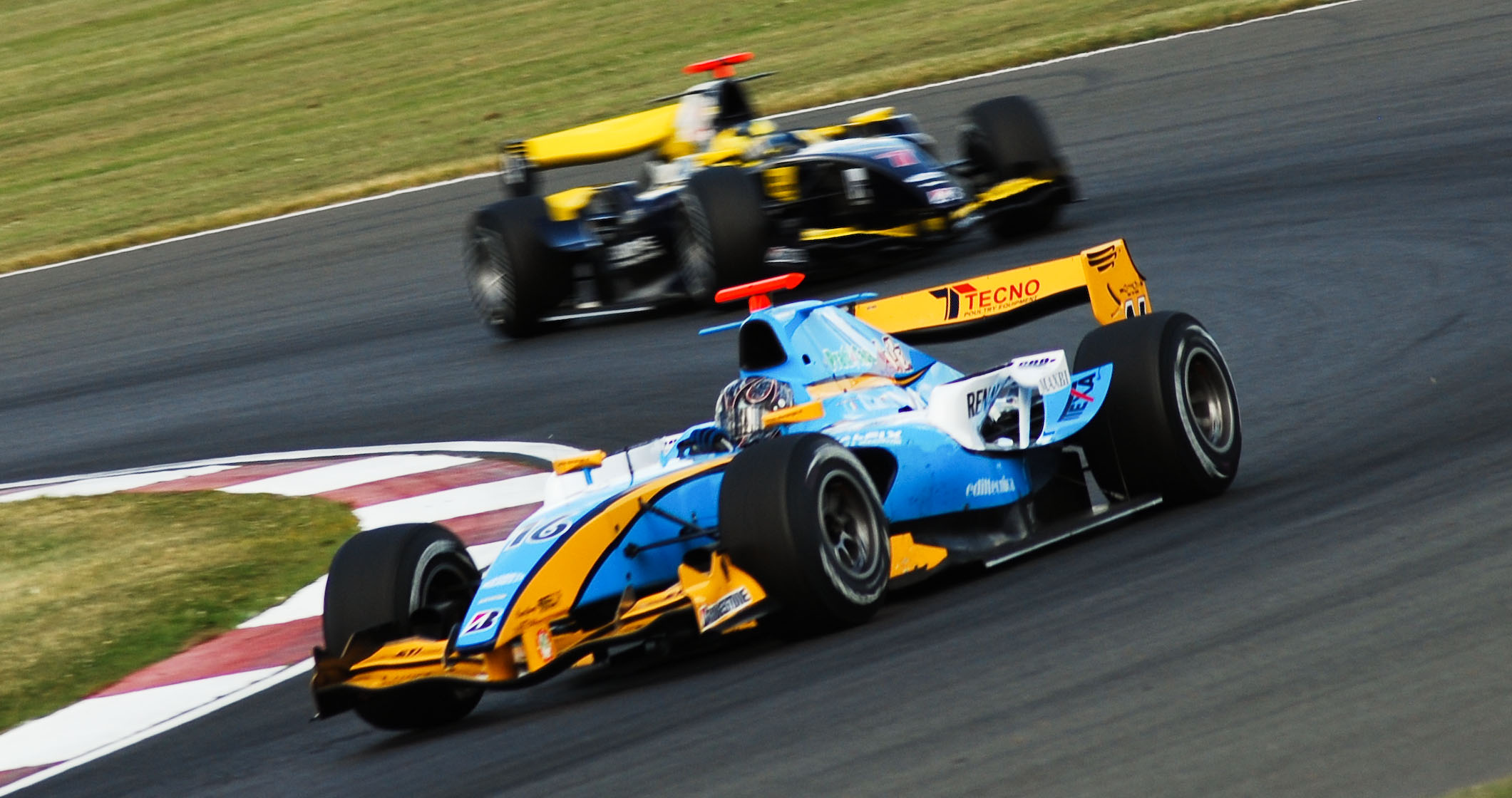
Durango en GP2 Series en 2008.

En 2005, Durango intègre les nouvellement créées GP2 Series, un nouveau championnat conçu pour aider les jeunes pilotes à accéder à la Formule 1. En 2006, l'équipe participe à la Formula Azzurra (it), un championnat italien de monoplace soutenu par la Fédération italienne de karting. L'équipe connaît les années suivantes des problèmes financiers et est contrainte de se retirer avant les dernières courses de la saison 2009 des GP2 Series et ne participe pas à la saison 2009-10 des GP2 Asia Series.
Durango réessaie d'intégrer la Formule 1 en 2010, lorsque la Fédération Internationale de l'Automobile (FIA) ouvre les inscriptions pour une éventuelle treizième équipe. Le directeur de l'équipe, Ivone Pinton, déclare qu'il y a différents investisseurs intéressés par la compétition en Formule 1 et annonce un partenariat avec le champion du monde de Formule 1 1997, Jacques Villeneuve. Le projet prévoit que l'écurie concoure sous le nom de Villeneuve Racing et que Villeneuve soit initialement l'un des deux pilotes titulaires. Finalement, la FIA ne prend aucune candidature pour la saison 2011 et le projet est abandonné.
Retiré des circuits depuis 2011, l'écurie Durango fait son retour en 2016 en prenant part au championnat de Formule V8 3.5. Après une saison mitigée, Durango prépare une nouvelle saison en 2017 avant finalement de se retirer du championnat. L'équipe est reprise par l'ancien pilote italien Giuseppe Cipriani, qui la renomme Il Barone Rampante pour la saison 2017 de Formule V8 3.5. Depuis cette période, Durango continue d'apparaître sporadiquement sur les circuits dans le cadre de partenariat avec d'autres équipes, comme cela a été le cas du partenariat avec Cram Motorsport en 2021 pour soutenir le pilote italien Enzo Trulli dans le championnat des Émirats arabes unis de Formule 4.